# Mauriciu Riegler
Mauriciu Riegler (n. 5 noiembrie 1854, Grozești (astăzi comuna Oituz), județul Bacău - d. 7 ianuarie 1925, Roman) a fost un medic și un om politic român, primar al orașului Roman în perioada 1905 - 1907.

## Biografie
Rădăcinile familiei Riegler sunt franceze, membri ai acestei familii din Besançon, de credință protestantă, refugiindu-se în anul 1685 în Germania ca urmare a revocării de către Ludovic al XIV‑lea a Edictului de la Nantes. Georges Eduard Riegler, tatăl lui Mauriciu, s-a instalat în Moldova în jurul anului 1850 și s-a căsătorit cu Paulina Wissner cu care a avut opt copii.
Mauriciu Riegler și fratele său geamăn, Emanoil Riegler, mai târziu medic, profesor universitar la Facultatea de Medicină din Iași și membru corespondent al Academiei Române, au fost primii copii ai familiei Riegler. Un alt frate, Paul Riegler (1867 - 1937), a fost medic veterinar, decan al Facultății de Medicină Veterinară din București și fondator al Institutului Pasteur din București (1909).
Mauriciu și Emanoil urmează școala primară la Târgu Neamț, Seminarului „Sfântul Gheorghe” din Roman și liceul la Iași, la Liceului Național. Împreună urmează studiile medicale la Universitatea din Viena și Berlin, obținând titlul de doctor în medicină în 1880.
La întoarcerea în țară Mauriciu Riegler se stabilește la Roman unde profesează ca medic. Din 1888 a fost profesor la Seminarul Sfântul Gheorghe și la Gimanziul Roman Vodă (profesor de științe naturale și fizică până în anul 1917) din Roman. În perioada 1905 - 1907 a fost primar al Romanului, perioadă în care a dezvoltat rețelele de apă potabilă și de canalizare ale orașului.
Fiica lui Mauriciu Riegler, Ștefania Riegler, este mama academicianului Constantin Bălăceanu-Stolnici.
„ A jucat un rol de frunte în viața orașului Roman; profesor de naturale și medicină, vreme de 32 de ani, la liceu și la Seminar. Om politic cu vederi largi, fost deputat și senator, în mai multe rânduri a lăsat urme de bun gospodar, atunci când împrejurările politice l-au pus în fruntea Comunei Roman ca primar. Uzina electrică, pavarea orașului, canalizarea și instalarea conductei de apă sunt lucruri care poartă pecetea numelui, a vredniciei și interesului ce l-a purtat orașului nostru”— Anuarul Eparhiei Romanului ,  iulie, august, 1938